# Sílvio Gomes Nunes
Sílvio Gomes Nunes, mais conhecido por Sílvio (4 de Fevereiro de 1983) é um futebolista português que joga na Associação Académica de Coimbra, na primeira liga (bwinLiga) portuguesa (na época 2007-2008).